# جيد فولكنير
جيد فولكنير (بالإنجليزية: Jade Faulkner)‏ هي لاعبة جمباز إيقاعي بريطانية، ولدت في 21 ديسمبر 1993.

## وصلات خارجية
- جيد فولكنير على موقع الاتحاد الدولي للجمباز (biography) (الإنجليزية)
- جيد فولكنير على موقع أوليمبيديا (الإنجليزية)
- جيد فولكنير على موقع اللجنة الأولمبية البريطانية (الإنجليزية)